# مجید عباسی (طراح)
مجید عباسی (متولد سال ۱۳۴۴) طراح گرافیک و مدیر هنری معاصر ایرانی است.
فعالیت‌های او بر طراحی گرافیک از جمله طراحی هویت سازمانی، بسته‌بندی، پوستر، کتاب و علائم راهنمائي و مسیریابی متمرکز است. در سال ۱۳۶۸ شرکت گرافیک دید را با همکاری یکی از دوستانش در تهران بنیاد نهاد و به فعالیت حرفه‌ای در زمینه‌های متنوعی پرداخت.
وی به همراه چهار تن از هم‌نسلانش (رضا عابدینی، بیژن صیفوری، ساعد مشکی و علی‌رضا مصطفی‌زاده) گروه رنگ پنجم را در سال ۱۳۸۱ تأسیس کردند. همکاری این گروه که به منظور ارایۀ آثار و دیدگاه‌ها در فضای طراحی گرافیک معاصر ایران از یک سو و برقراری ارتباط با طراحان هم‌نسل خود در جهان از سوی دیگر بود، تا سال ۱۳۸۷ ادامه یافت.
این عضو انجمن صنفی طراحان گرافیک ایران، از سال ۱۳۸۱ به دعوت مرتضی ممیز به تدریس پاره‌وقت در دانشکده هنرهای زیبای دانشگاه تهران پرداخت و در پی آن در دانشگاه هنر، دانشگاه سوره و مدرسه ویـژه نیز به این فعالیت ادامه داد.
او نمایشگاه‌های متعددی را برگزار کرده و آثارش که اغلب با تأکیدی از تایپ و به‌خصوص نوشتار فارسی همراه هستند در نشریات و کتاب‌های بین‌المللی در نیویورک، پاریس، میلان، مونیخ، مسکو و غیره به چاپ رسیده‌اند و همچنین در مجموعه‌ها، موزه‌ها و گالری‌های داخل و خارج از کشور از جمله آلمان، لهستان، جمهوری چک، ژاپن، پاریس، بلژیک، چین، ایتالیا، اسلواکی و غیره به نمایش درآمده‌اند.
او برنده‌ی جوایز متعدد داخلی و بین‌المللی ازجمله  جوایز طراحی بسته‌بندی و آگهی‌های تبلیغاتی از ششمین دوسالانه‌ی طراحان گرافیک ایران (۱۳۷۸) و جایزه‌ی بزرگ اندی وارهول از مسابقه‌‌ی سه‌سالانه‌ی بین‌المللی پوستر ترناوا، اسلواکی (۲۰۰۶) است. کارهای او در مجموعه‌های گوناگون از جمله موزه‌ی گرافیک ایران، موزه‌ی اوگاکی ژاپن، مجموعه‌ی پوستر زوریخ و مجموعه‌ی پوستر دیدو نگهداری می‌شود. او نمایشگاه‌های متعددی از طراحی گرافیک ایران از جمله «پرشیانیسیمو» و «یکصد نشانه‌نوشته‌ی ایرانی» را در شهرهای مختلف جهان مدیریت و برگزار کرده است. عباسی در کتاب‌ موقعیت (۲۰۰۳) به‌عنوان طراحی از ایران معرفی شده؛ و در ویرایش پنجم کتاب تاریخ طراحی گرافیک مگز نیز (۲۰۱۲) به کارهای او پرداخته شده است.
مجید عباسی عضو مؤسس و هیئت تحریریه مجله طراحی گرافیک نشان از سال ۱۳۸۳ تا کنون است و سردبیری مجله را از سال ۱۳۸۹ تا کنون به‌عهده دارد. او از سال ۱۳۸۸ عضو انجمن بین‌المللی طراحان گرافیک است؛ و در حال حاضر در استودیو دیزاین عباسی به طراحی گرافیک و مدیریت هنری پروژه‌های سازمان‌ها، کسب‌وکارها، برندها و خدمات مشغول است.